# Каллиспери, Севасти
Севасти Каллиспери (греч. Σεβαστή Καλλισπέρη, 1858, Афины — 1953, Афины) — первая гречанка, получившая учёную степень.

## Биография
Родилась в 1858 году в Афинах. Севасти Каллиспери была дочерью Николаоса (Νικόλαος Καλλισπέρης, ум. 1891) и Мариго (Μαριγώ) Каллиспери. Её отец был родом с Калимноса, участвовал в греческой национально-освободительной революции 1821—1829 годов, был секретарём Иоанниса Колеттиса. У Николаоса было трое детей: Севасти, юрист Георгиос (Γεώργιος Καλλισπέρης, 1865—1936) и музыкант Эразмия (Ερασμία, 1861—1933).
Окончила школу Хилл для девочек, основанную четой Хилл. Её не приняли в Афинский университет (первая женщина была принята в университет только в 1890 году).
В 1885 году поступила на словесный факультет Сорбонны в Париже и в 1891 году с отличием окончила его, получила магистерский диплом.
В 1892 году вернулась в Грецию. Была назначена учителем французского и греческого языков в частной школе Арсакион. Давала частные уроки греческой и французской литературы, истории, домоводства, этики и психологии.
Севасти и её сестра, музыкант Эразмия участвовали в проведении первых летних Олимпийских игр 1896 года в Афинах. Севасти читала лекцию «Об Олимпии и Олимпийских играх».
Ушла в отставку в 1898 году и была назначена первым суперинтендантом начальных школ, на должность, созданную специально для неё. В 1897 году предложила реформу системы женского образования, которая была опубликована в журнале «Семья» (Οικογένεια).
Включила это предложение в два законопроекта об образовании, которые представила в парламент Греции в 1899 году: «Об учреждении высших государственных школ для девочек» и «О греческом (ελληνοπρεπής) и более практическом государственном образовании и о создании государственной школы для девочек».
В 1906 году отправилась в США, где изучала ремесленное и профессиональное образование, а также американскую систему образования.
После возвращения в Грецию основала «Женские компании» и «Лаборатории» в различных городах.
Помимо законопроектов и статей, которые она публиковала в журналах того времени, занималась анализом текстов древнегреческой литературы, а также переводами зарубежных пьес (владела английским, французским и немецким языками). Написала несколько книг: «Героини в поэзии и истории» («Ηρωϊδες εν τη ποιήσει και εν τη Ιστορία», 1901) и «Απομνημονεύματα και υποθήκαι εις την εκπαίδευσιν και την μετανάστευσην προς την βουλήν των Ελλήνων».
Умерла в 1953 году в преклонном возрасте.

## Память
Именем Севасти Каллиспери названа улица (Οδός Σεβαστής Καλλισπέρη) в Халандрионе, пригороде Афин.

## Дом Каллиспери
Дом Каллиспери (οικία Καλλισπέρη) на пересечении улиц Дионисия Ареопагита, Николау Каллиспери (Οδός Καλλισπέρη) и Парфенонос (Οδός Παρθενωνος), под Акрополем, представляет собой замечательный образец эклектичной архитектуры с элементами неоклассицизма начала XX века. Комплекс зданий включает в себя главный дом, два вспомогательных здания и сад.
Недвижимость возникла в результате объединения четырёх смежных, но когда-то независимых участков, которые были последовательно приобретены в период с 1907 по 1919 годы Севасти Каллиспери и её братом Георгиосом. С 1911 по 1930 год новые владельцы построили три здания, которые составляют функционально единый комплекс дома Каллиспери, в котором постоянно жили до 1950-х годов.
После смерти брата в 1936 году, Севасти осталась единственным владельцем дома, наследников она не имела и 22 декабря 1937 года завещала своё имущество государству для нужд образования. После её смерти в 1953 году дом десятилетиями был заброшен и разрушался. Затем был передан в фонд гимназии для девочек Халандриона, а затем общине Халандрион, которая остаётся его нынешним владельцем.
В марте 2010 года команда MONUMENTA подала заявку в Министерство культуры и туризма на определение дома как охраняемого памятника.
Дом Каллиспери объявлен охраняемым памятником согласно заключению совместного заседания Центрального археологического совета (КАС), ведущей греческой структуры по сохранению исторического наследия Греции, и Центрального совета памятников современности (КСНМ) Министерства культуры в четверг, 13 декабря 2012 года.